# Riley Voelkel
Riley Emilia Voelkel (Elk Grove, California, 26 de abril de 1990) es una actriz canadiense nacida en Estados Unidos. Es más conocida por interpretar a Jenna Johnson en The Newsroom y a Freya Mikaelson en The Originals.

## Biografía
Voelkel nació en los Estados Unidos, pero fue criada en Canadá. Estuvo muy involucrada en los deportes, formando parte de un equipo de sóftbol durante nueve años. A un mes de ir a la universidad, un observador de talentos estaba llegando a su ciudad y decidió probar suerte en el modelaje. Fue elegida por el observador y viajó a Nueva York para conocer agencias, pero ninguna estuvo interesada en ella. Como último intento se fue a Los Ángeles, donde tuvo mejor suerte.
Voelkel se mudó a Los Ángeles para comenzar su carrera como modelo, pero poco después se unió a una clase de actuación recomendada por su agencia.

### Carrera
En 2010, Voelkel obtuvo su primera oportunidad con un rol menor en The Social Network y poco después obtuvo su primer papel protagónico en la película independiente The Secret Lives of Dorks. En 2012 fue elegida para interpretar a Jenna Johnson en The Newsroom. Además, ha sido invitada series de televisión como The Mentalist, American Horror Story: Coven y Glee; también ha tenido participaciones en películas tales como Prom y Hidden Moon.
En 2014, es elegida para interpretar a Lorelei Sumner en Point of Honor, junto a Hanna Mangan Lawrence, Luke Benward, Christopher O'Shea y Nathan Parsons. También se dio a conocer que había sido seleccionada para interpretar de forma recurrente a Freya Mikaelson en The Originals. El 11 de mayo de 2015, Voelkel fue promovida al elenco principal de la serie a partir de la tercera temporada.

## Filmografía

### Cine
| Año  | Título                    | Rol                | Notas                         |
| ---- | ------------------------- | ------------------ | ----------------------------- |
| 2010 | The Social Network        | Chica en el club   | Sin acreditar[cita requerida] |
| 2011 | Prom                      | Claire             |                               |
| 2012 | Hidden Moon               | Christine Brighton |                               |
| 2013 | Synthesizers              | Chica del club     | Cortometraje                  |
| 2013 | The Secret Lives of Dorks | Carrie Smith       |                               |
| 2016 | Scrambled                 | Cristina           |                               |

### Televisión
| Año           | Título                       | Rol               | Notas                                                                         |
| ------------- | ---------------------------- | ----------------- | ----------------------------------------------------------------------------- |
| 2010          | Glory Daze                   | Caroline          | Episodio: Pilot                                                               |
| 2012          | The Mentalist                | Tristan           | Episodio: "Red is the New Black"                                              |
| 2012–14       | The Newsroom                 | Jenna Johnson     | Papel recurrente; 15 episodios                                                |
| 2013          | American Horror Story: Coven | Joven Fiona Goode | 3 episodios                                                                   |
| 2014          | Glee                         | Sam               | Episodio: "New New York"                                                      |
| 2014–2018     | The Originals                | Freya Mikaelson   | Papel recurrente (temporada 2) Papel secundario (temporada 3–5); 60 episodios |
| 2015          | Point of Honor               | Lorelei Sumner    | Piloto de televisión no emitido                                               |
| 2016          | Advance & Retreat            | Alison Sinclair   | Película para televisión                                                      |
| 2019–2020     | Roswell, New Mexico          | Jenna Cameron     | Papel recurrente                                                              |
| 2019–2022     | Legacies                     | Freya Mikaelson   | Estrella invitada (3 episodios)                                               |
| 2020–presente | Hightown                     | Renee Segna       | Papel regular                                                                 |
| 2022          | Chicago Med                  | Milena Jovanovic  | 3 episodios                                                                   |